# Agriocnemis pinheyi
Agriocnemis pinheyi là một loài chuồn chuồn kim trong họ Coenagrionidae.
Loài này được xếp vào nhóm Loài ít quan tâm trong sách Đỏ của IUCN năm 2009.
Agriocnemis pinheyi được Balinsky miêu tả khoa học năm 1963.